# Letícia Salles
Leticia Salles Rago (Rio de Janeiro, 29 de dezembro de 1994) é uma atriz e modelo brasileira, reconhecida por interpretar a versão jovem de Filó, na telenovela Pantanal (2022), e Érika, em Vai na Fé (2023).

## Início de vida
Leticia Salles nasceu em 1994 no Complexo da Maré, localizado na zona norte do Rio de Janeiro. Já trabalhou como recepcionista de um salão de beleza enquanto fazia faculdade de biomedicina. Começou a carreira de modelo aos dezenove anos, quando uma olheira de uma agência a encontrou no trabalho e decidiu chamá-la para participar de testes, o que fez Leticia deixar o emprego e trancar a graduação.

## Carreira
Em 2017 Leticia se mudou para Londres, onde trabalhou como modelo para marcas como Avon e New Look. No ano seguinte Ike Cruz, empresário da atriz Juliana Paes, entrou em contato com Leticia e questionou se ela tinha interesse em seguir a carreira de atriz. Em fevereiro de 2020 Leticia retornou ao Brasil para estudar artes cênicas e aulas de interpretação com a diretora teatral Ana Kfouri.
Em 2021 Leticia fez um teste para interpretar Filó na primeira fase da telenovela Pantanal, um remake da obra de 1990 da Rede Manchete. A personagem foi seu primeiro papel na televisão. Leticia estreou na novela no terceiro capítulo e permaneceu no elenco até o 28.º capítulo, no qual a trama avançou vinte anos no tempo e Filó passou a ser interpretada por Dira Paes. Após a repercussão do seu desempenho em Pantanal, em maio de 2022 foi divulgado que Leticia havia sido escalada para interpretar a vilã Érika na novela Vai na Fé, de Rosane Svartman. Para atuar no folhetim, que estreou em janeiro de 2023, Leticia teve que fazer aulas de dança e preparação de voz para interpretar a personagem, que é backing vocal e dançarina de Lui, interpretado por José Loreto.

## Vida pessoal
Leticia Salles começou a namorar o maratonista e empresário João Paulo Fonseca em 2020. O relacionamento terminou em 2022.

## Filmografia

### Televisão
| Ano  | Título          | Personagem                               | Notas                                |
| ---- | --------------- | ---------------------------------------- | ------------------------------------ |
| 2022 | Pantanal        | Filomena Aparecida Toledo (Filó) (jovem) | Episódios: "28 de março–12 de abril" |
| 2023 | Vai na Fé       | Érika Teixeira                           | [ 25 ]                               |
| 2024 | No Rancho Fundo | Zélia Noronha                            | [ 26 ]                               |